# Đại Colombia
Đại Colombia (tiếng Tây Ban Nha: Gran Colombia, phát âm tiếng Tây Ban Nha: [ˈɡɾaŋ koˈlombja]), tên chính thức là Cộng hòa Colombia, là tên gọi hiện nay để chỉ một nhà nước bao gồm phần lớn miền bắc Nam Mỹ và một phần miền nam của Trung Mỹ từ năm 1819 đến năm 1831. Cộng hòa tồn tại ngắn ngủi này bao gồm các lãnh thổ nay là Colombia, Venezuela, Ecuador, Panama, bắc Peru và tây bắc Brasil. Ba quốc gia đầu tiên là những nước kế thừa của Đại Colombia vào lúc giải thể. Panama ly khai khỏi Colombia vào năm 1903. Do lãnh thổ của Đại Colombia gần tương ứng với Phó vương quốc Tân Granada trước đó, nó cũng tuyên bố chủ quyền với vùng bờ biển Caribe của Costa Rica và Nicaragua, Bờ biển Mosquito, và Guayana Esequiba tại Guyana.
Sự tồn tại của nước cộng hòa được mở đầu bằng một cuộc đấu tranh giữa những người ủng hộ một chính phủ tập trung với một tổng thống đầy quyền lực và những người ủng hộ một chính phủ phi tập trung, tức chính quyền liên bang. Cũng vào lúc đó, các lực lượng chính trị nổi lên giữa những người ủng hộ Hiến pháp Cúcuta và hai nhóm người tìm cách để thủ tiêu Hiến pháp, hoặc ủng hộ giải tán quốc gia thành các nước cộng hòa nhỏ hơn hoặc duy trì một liên minh nhưng có một tổng thống quyền lực hơn nữa. Phe ủng hộ Hiến pháp liên kết lại xung quanh Phó Tổng thống Francisco de Paula Santander, trong khi những người ủng hộ có một Tổng thống mạnh mẽ hơn nằm dưới sự lãnh đạo của Tổng thống Simón Bolívar. Hai người từng là đồng minh trong cuộc chiến chống lại ách cai trị của Tây Ban Nha, nhưng đến năm 1825, sự khác biệt giữa họ đã trở nên công khai và là một thành phần quan trọng trong các bất ổn chính trị từ đó trở đi.

## Lịch sử

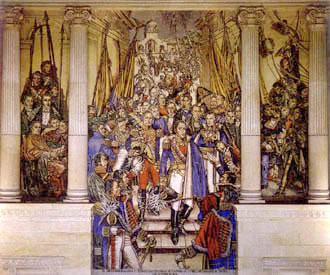
Bức tranh tường của Santiago Martinez Delgado thể hiện Đại hội Cúcuta

### Liên bang

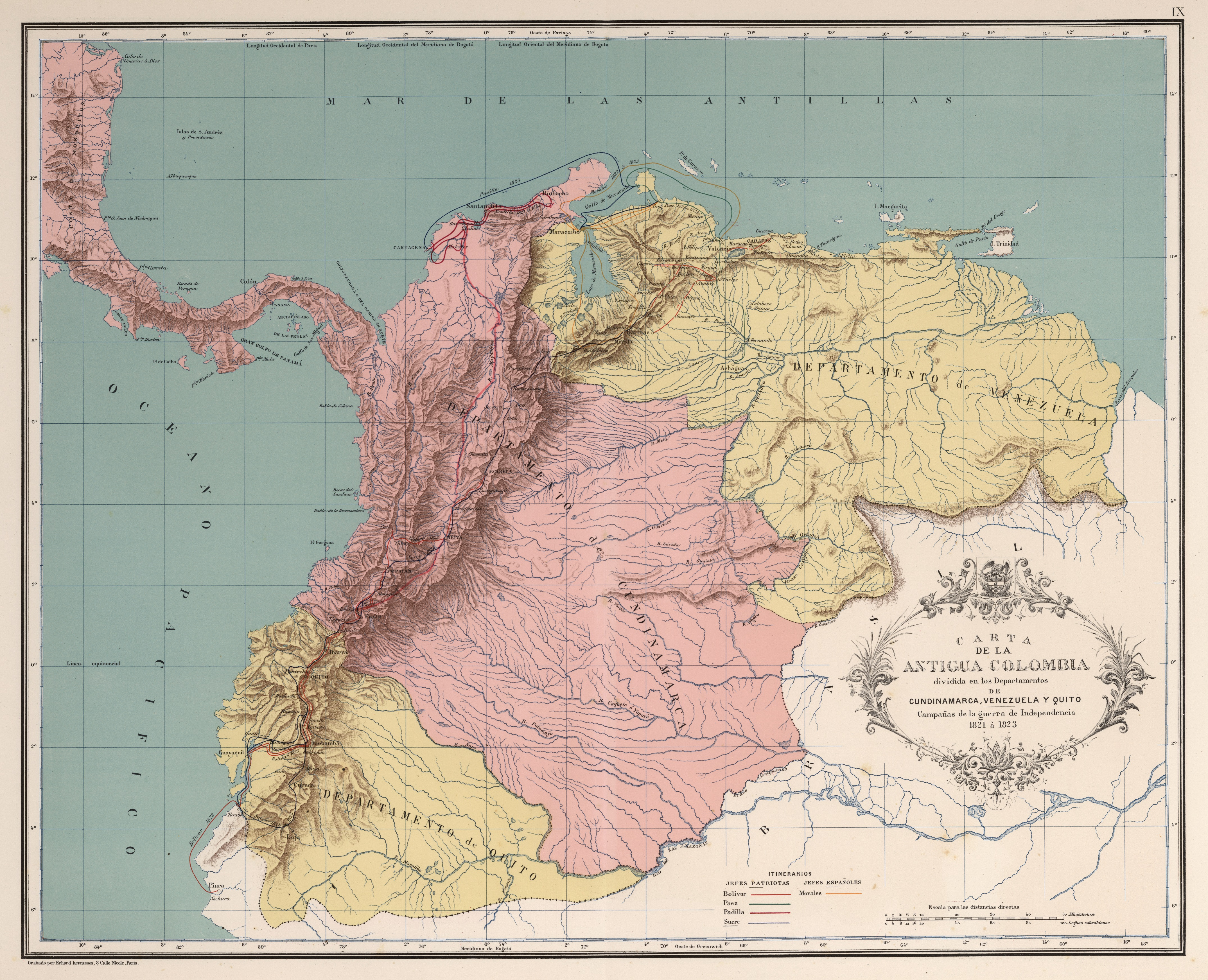
Các xứ của Đại Colombia vào năm 1820